# لو بون كوان
لو بون كوان "Leboncoin" (أصل الإسم فرنسي ترجمته للعربية الركن الجميل) هو موقع فرنسي للإعلانات المبوبة، تأسس في عام 2006 من قبل التكتل النرويجي Schibsted. الشركة المشغلة تحمل اسم LBC France.
يعتمد نموذجها الاقتصادي حاليًا بشكل أساسي على ربح العمولة على كل معاملة تتم عبر المنصة، عند ربط العرض والطلب المحلي. بينما يكون تصفح الموقع مجاني، وكذلك تسجيل الحسابات الفردية.

## تاريخ
في عام 1996، أنشأ عالم كمبيوتر سويدي موقع Blocket.se (sv)، وهو عبارة عن منصة للتجارة الإلكترونية بين الأفراد الذين يعيشون في سكونا، وهي منطقة في جنوب السويد. في عام 2003، صرف الناشر النرويجي Schibsted تسعة عشر مليون يورو للإستحواذ على المنصة، التي امتد جمهورها إلى كامل الأراضي السويدية. وبعد ثلاث سنوات، من أجل إتاحة خدمتها في فرنسا، أبرم Schibsted شراكة مع Spir Communication، وهي شركة تابعة لمجموعة Ouest-France ولاعب في قطاع الصحافة الإعلانية المجانية. تم اعتماد اسم Leboncoin، من النسخة الفرنسية من موقع blocket.se السويدي. يضاف إلى قائمة ثلاثين نسخة دولية من الموقع السويدي (إيطاليا، إسبانيا، المجر، الهند، البرازيل, إلخ.). في عام 2010، أصبح Schibsted المالك الوحيد لموقع الإعلانات المبوبة، والذي كان مربحًا منذ عام 2009. في العام التالي، مع 13.7 مليون زائر (أوكتوبر 2011)، تصنف Leboncoin، التي توظف حوالي ثلاثين شخصًا وتنشر مبيعات (CA) بحوالي أربعين مليون يورو، بين المواقع الخمسة عشر الأكثر زيارة في فرنسا، قبل موقع المزاد الأمريكي موقع إيباي. في عام 2013، بلغ حجم مبيعاتها 124.3 مليون يورو بحوالي 200 موظف. في نهاية عام 2014، أنهت منصة التجارة الإلكترونية ميزة إدراج الإعلانات لمستخدمي الأعمال بشكل مجاني، وتمت إزالة أكثر من 500 مليون إعلان من الموقع في شهر واحد. في 15 سبتمبر 2016، احتفلت Leboncoin بعيد ميلادها العاشر، في قصر Brongniart، في باريس، بحضور فرانسوا هولاند، رئيس الجمهورية الفرنسية في ذلك الوقت.
في أكتوبر 2016، استحوذ لو بون كوان على Agriaffaires، التي كانت رائدة في الإعلانات المبوبة للمعدات الزراعية، الموجودة في أكثر من عشرين دولة، بالإضافة إلى موقع العقارات A Vendre A Louer، المملوك من قبل SoLocal Group.
في عام 2017، سجل سوق لو بون كوان 110 مليون معاملة تجارية (باستثناء الإعلانات العقارية)، بمبلغ إجمالي قدره 27 مليار يورو، بزيادة قدرها أكثر من 28٪ مقارنة بالعام السابق. يحتل الموقع، المصنف 6 من قبل Médiamétrie والذي يبلغ حجم مبيعاته 257.4 مليون يورو، المرتبة الثانية بعد Airbnb في مجال إيجارات الإجازات بين الأفراد.
في نوفمبر 2018، اشترت Leboncoin موقع Videdressing، الذي تم إنشاؤه في عام 2009 والمتخصص في إعادة بيع الملابس والإكسسوارات المستعملة.
في بداية 2019، بعد انقسام مجموعة Schibsted، أصبح لو بون كوان تحت سيطرة كيان جديد يُدعى Adevinta.
في مطلع عام 2019، استحوذ لوبون كوان على Paycar، وهو حل دفع معتمد لمعاملات السيارات المستعملة، وLocasun، وهو موقع لحجز أماكن الإقامة والإجازات.
في سبتمبر 2019، استحوذ لوبون كوان على مجموعة Argus المتخصصة في بيانات المركبات المستعملة.
في 21 تموز 2020، أعلنت شركة Adevinta، الشركة الأم لشركة Leboncoin، عن شراء eBay Classifieds Group، وهي ذراع الإعلانات المبوبة لـ إيباي مقابل ثمانية مليارات يورو. تتضمن المعاملة إحالة 44٪ من رأس مال الشركة النرويجية المتخصصة في الإعلانات عبر الإنترنت إلى إيباي. في عام 2019، مثلت المجموعتان العالميتان حجم مبيعات إجمالي قدره 1.57 مليار يورو.

## الموقع

### طريقة العمل
لوبون كوان هو عبارة عن منصة للمستهلكين تربط بشكل أساسي الشركات والأشخاص في فرنسا، الراغبين في التبرع أو البيع أو الإيجار أو الشراء. يعتمد نموذجها الاقتصادي على الخدمة المجانية للأفراد فقط لوضع إعلاناتهم، وتحصيل المبالغ الثابتة والمتغيرة لكل معاملة تتم على الموقع، وإعلان هذه المبيعات للسلطات الضريبية، والتنافس مع الشركات القائمة، وإعادة بيع العناصر المستعملة أو الجديدة دون التحقق من التزوير باستثناء التقارير الواردة من مستخدمي الإنترنت، وكذلك الأمر بالنسبة للإعلانات الاحتيالية أو غير القانونية، والموقع الجغرافي للعرض والطلب. في المقابل، يتم دفع مبالغ مالية لنشر الإعلانات من قبل الشركات، كما يدفع المعلنون لإظهار إعلاناتهم بشكل أوسع على صفحات الموقع. كان موقع لو بون كوان متصدرا في مجال الوساطة، منذ عام 2018، وأصبح طرفًا ثالثًا موثوقًا به في معاملات السلع الاستهلاكية وإيجارات الإجازات ، كما أصبح وسيطًا للدفع عبر الإنترنت من خلال شراكة مع شركة Adyen الهولندية والتي تختص بالدفع الإلكتروني. وبنفس الطريقة، تم توسيع دورها الضريبي قانونًا ليشمل الإعلان عن عدد المعاملات والمبالغ. منذ ذلك التاريخ، تقوم الشركة بحملة لجمع وثائق الهوية، وإذا أمكن، المستندات المصرفية الفردية أيضًا. وتجدر الإشارة في هذا الصدد إلى أنه تم مواجهة العديد من مشاكل أمن البيانات بشكل منتظم.

### تصنيفات الموقع
يمكن لمستخدمي موقع leboncoin.fr نشر إعلانات مبوبة تعرض سلعًا مادية (سيارات، أثاث، ملابس، عقارات، إلخ) بالإضافة إلى الخدمات (مثل إيجارات العطلات) أو فرص العمل.

### حقائق متنوعة
في ديسمبر 2015، تم إدانة Leboncoin من قبل محكمة فرنسية بسبب الإعلانات المضللة، لأن قواعد النشر تشير إلى وجود رقابة أولية على الامتثال لقانون الإعلانات قبل وضعها على الإنترنت. جاءت هذه الحالة بعد رفض لو لون كوان سحب الإعلانات عن بيع السلع الجلدية المقلدة. في الشهر نفسه، حُكم على اثنين من المحتالين الذين استخدموا الموقع للحصول على أموال بشكل إحتيالي بالسجن لمدة ثمانية أشهر وتعويض الضحايا بما يصل إلى 5.666 يورو. على الرغم من الضوابط التلقائية التي وضعتها الشركة، فإن مستخدمي الإنترنت الذين يستخدمون خدماتها ليسوا محصنين ضد عمليات الاحتيال، مثل عملية الاحتيال النيجيرية.

## التحليل الاقتصادي والاجتماعي

### حضور
وفقًا لمسح أجرته Médiamétrie في أكتوبر 2012، فإن Leboncoin هو ثاني أكثر مواقع الويب شعبية في فرنسا من حيث الوقت الذي يقضيه مستخدموه، يأتي الموقع بعد Facebook وقبل Google. في بداية عام 2017، بلغ إجمالي جمهور لو بون كوان 28 مليون زائر شهري فريد، وفقًا لمجلة Le Figaro. وهو رابع أكثر المواقع زيارة في فرنسا بعد Google وFacebook وYouTube.
في 7 شباط 2021 سجل الموقع 20.4 مليون زيارة خلال يوم.

### التحليل الاجتماعي
في كانون الثاني 2013، خصصت صحيفة لوموند ثلاث صفحات لـ "ظاهرة" Leboncoin  قدمت من خلالها تحليلًا اجتماعيًا لنجاحه، وتحديداً في فرنسا. في هذه المناسبة، يعتقد عالم الاجتماع آلان كايلي أن الموقع يعيد إنشاء الروابط الاجتماعية المحلية على الإنترنت، ويشكل مساحة لإعادة بناء التضامن الوطني. وقد انضم إليه في ذلك المؤرخ جاك لو جوف، الذي يقارن دوره الاقتصادي والاجتماعي بدور معارض القرون الوسطى:
بطريقة ما، Leboncoin هو القرن الحادي والعشرين كما كان المعرض في العصور الوسطى. في ذلك الوقت، لم يكن هناك الكثير من المتاجر، لا في المدينة ولا في الريف. كان المركز الكبير حيث يحصل الناس على كل شيء هو المعارض. بل أحلل صعود عملة Le Bon Coin كتعبير عن "الحيلة" الفرنسية. كانت هذه العقلية هي التي جذبت عددًا لا يحصى من الناس إلى باريس في وقت مبكر. يضفي الموقع طابعًا ديمقراطيًا على اقتناء المنتجات، ويمكن ربط جزء كبير من سعرها بالوسطاء. إنه يوفر عودة إلى الحياة بجودة العصور الوسطى، مع الوئام والمساعدة المتبادلة. يبدو أيضًا أنها فعالة جدًا في أسواق العقارات والسيارات والتوظيف، وتعتبر النقطة الأخيرة مهمة بشكل خاص في الوقت الحالي.